# سرشماری عمومی نفوس و مسکن (۱۳۴۵)
سرشماری عمومی نفوس و مسکن ۱۳۴۵ دومین سرشماری عمومی نفوس و مسکن ایران در زمان پهلوی دوم از تاریخ ۸ تا ۲۷ آبان ۱۳۴۵ در سراسر کشور انجام گرفت. اطلاعات مربوط به مسکن در سطح وسیع‌تری جمع‌آوری می‌شد که امکان محاسبه شاخص‌های مربوط به مسکن و نوع مصالح ساختمانی به‌کار رفته در آن و نیز عمر بنا را فراهم می‌آورد. ازاین‌رو سرشماری مزبور اولین سرشماری نفوس و مسکن کشور محسوب می‌شود. ۸ اسفندماه ۱۳۴۵ اعلام شد که جمعیت ایران ۲۴٫۸۷۲٫۰۰۰ نفر است که ۹٫۳ میلیون شهرنشین و ۱۵٫۵ میلیون نفر روستانشین بودند. سرشماری عمومی نفوس و مسکن ۱۳۴۵ با روش «دوژور» انجام پذیرفت و در عملیات اجرایی جمعاً ۱۱هزار و ۸۸۵ نفر مأمور سرشماری و سرپرست واحدهای سرشماری شرکت داشتند.
روزنامه اطلاعات در روز چهاردهم فروردین ماه سال ۱۳۴۷، نتایج کلی سرشماری سال ۱۳۴۵ را منتشر کرد. در این گزارش نکات جالبی به چشم می‌خورد که از میان آن‌ها می‌توان به روستا نشینی ۶۱ درصد از مردم ایران و فعالیت بیش از ۴۵ درصد مردم در بخش کشاورزی اشاره کرد.